# Natal'ja Smirnickaja
Natal'ja Vasil'evna Smirnickaja (in russo Наталья Васильевна Смирницкая-Дятлова?; Vladikavkaz, 8 settembre 1927 – 2004) è stata una giavellottista sovietica.

## Palmarès

### Europei
- 1 medaglia:
  - 1 oro (Bruxelles 1950 nel lancio del giavellotto)